# ستریبرنیتسه (ناحیه اوهرسکه هرادیشتی)
ستریبرنیتسه (به چکی: Stříbrnice) یک منطقهٔ مسکونی در جمهوری چک است که در ناحیه اوهرسکه هرادیشتی واقع شده‌است. ستریبرنیتسه ۶٫۰۸ کیلومتر مربع مساحت و ۴۱۳ نفر جمعیت دارد و ۲۴۰ متر بالاتر از سطح دریا واقع شده‌است.